# Cyanopterus baeri
Cyanopterus baeri är en stekelart som först beskrevs av Gyöö Viktor Szépligeti 1903.  Cyanopterus baeri ingår i släktet Cyanopterus och familjen bracksteklar. Inga underarter finns listade i Catalogue of Life.